# Metelkova
Metelkova, celým názvem Avtonomni kulturni center Metelkova mesto, je komunitní centrum alternativní kultury v Lublani, hlavním městě Slovinska. Areál má rozlohu 12 500 m² a nachází se na Metelkově ulici (pojmenované po národním buditeli Franci Serafinu Metelkovi) v centru města nedaleko hlavního nádraží.
Autonomní centrum se nachází na místě kasáren z roku 1911, které byly opuštěny po rozpadu Jugoslávie a staly se majetkem města Lublaň. Vzniklo občanské sdružení Mreža za Metelkovo, které navrhlo využití prostoru pro kulturu, zatímco magistrát plánoval kasárna zbořit a zřídit na jejich místě parkovací místa. K dohodě nedošlo a v září 1993 kasárna obsadila skupina anarchistů jako squat. V roce 2005 byl areál vyhlášen národní kulturní památkou, dosud však není využívání budov nijak právně upraveno.
V areálu se nachází Galerija Alkatraz, koncertní sál Gala Hala, kluby Gromka, Channel Zero a Monokel a čítárna Škratova čitalnica. Pobočky zde má také Muzeum moderního uměné a Slovinské etnografické muzeum. Na Metelkově se scházejí vyznavači EBM, punku, reggae i gotické subkultury. Metelkova je centrem antiglobalizačního a antifašistického hnutí ve Slovinsku a je také označována za místo vstřícné k LGBT lidem. Díky street artu se místo zařadilo k turistickým atrakcím Lublaně a z bývalého vojenského vězení vznikl hostel Celica Art. Oblast je známa také snadnou dostupností narkotik a s tím spojenými násilnostmi[zdroj?], v únoru 2021 došlo v areálu k velké policejní razii.